# Vườn quốc gia Göreme
Vườn quốc gia Göreme (phát âm [ˈɟœɾeme]; tiếng Thổ Nhĩ Kỳ: Göreme Tarihî Milli Parkı) là một vườn quốc gia nằm tại trung tâm Thổ Nhĩ Kỳ. Với diện tích gần 100 km² (39 sq mi) nằm tại tỉnh Nevşehir, nó là một phần được UNESCO công nhận Di sản thế giới từ năm 1985. Vườn quốc gia này có cảnh quan núi đá bị xói mòn bởi gió và nước với một mạng lưới các khu định cư ngầm cổ xưa, kết nối với nhau.

## Mô tả
Vườn quốc gia nằm trong khu vực Núi lửa Hasan và Erciyes ở Trung Anatolia, trong vùng lân cận của Ürgüp, Çavuşin và Göreme. Khu vực vườn quốc gia bao gồm các cao nguyên và những ngọn đồi cao bị chia cắt bởi những con suối và thung lũng sông được chạm khắc bởi nước tạo thành các thung lũng có sườn dốc đứng. Một phần của khu vực gồ ghề này bao gồm đá bazan và đá túp. Đây là kết quả từ tro núi lửa từ hàng triệu năm trước tạo thành những tảng đá mềm sau đó được bao phủ bởi dung nham khiến nó trở lên cứng hơn. Qua quá trình hàng thiên niên kỷ bị xói mòn tạo thành các vách đá nhiều màu sắc, tháp đá, cột trụ, lều đá và các hình thành đá ống khỏi có mặt tại đây. Khu vực này có lượng mưa hàng năm là 380 mm (15 in) và có rất ít thảm thực vật ngoại trừ tại các hành lang ven sông.
Những dấu hiệu sớm nhất của tu viện hoạt động ở Cappadocia có thể được bắt nguồn từ thế kỷ thứ 4 khi các cộng đồng ẩn sĩ nhỏ, theo lời khuyên của Basileios Đại đế, giám mục Kayseri, bắt đầu cư trú trong các lỗ tổ ong được đẽo trong đá. Sau đó, các cộng đồng đã cùng nhau lánh nạn trong các ngôi làng dưới lòng đất để tránh các cuộc tấn công cướp bóc của người Ả Rập.

## Kiến trúc
Người ta đã tận dụng đá túp mềm để làm rỗng tạo thành các ngôi nhà dưới lòng đất. Hoạt động tu viện sớm nhất ở Cappadocia được cho là vào thế kỷ thứ 4 khi những ẩn sĩ bắt đầu đẽo các lỗ tổ ong từ đá. Để chống lại các cuộc tuần hành của người Ả Rập, họ đã liên kết các lỗ tổ ong này và tạo ra các cộng đồng dưới lòng đất, với các nhà nguyện, phòng lưu trữ và khu nhà ở. Các ngôi làng và thị trấn nhỏ được phát triển theo cách này và đến năm 842, các nhà thờ dưới lòng đất đã được trang trí rất phong phú với những bức tranh đầy màu sắc. Mọi người vẫn sống trong những ngôi nhà dưới lòng đất cho đến tận ngày nay và người ta thấy rằng họ có tỷ lệ mắc U trung biểu mô cao bất ngờ. Điều này đã được cho là do hít phải Erionite, một sợi khoáng chất tự nhiên phổ biến trong hình thành đá túp.